# Patinoire Cités Glace
La patinoire Cités Glace est le nom de la patinoire municipale de Châlons-en-Champagne en Champagne-Ardenne. Elle a été inaugurée en 2004.
Elle accueille des disciplines comme le hockey sur glace et la danse sur glace. 

## Description
La patinoire Cités Glace est située rue Augustin Fresnel à Châlons-en-Champagne.
Elle a été inaugurée en 2004 et offre une piste de glace de 56 mètres de long sur 26 mètres de large. Sa capacité d’accueil était de 700 places assises, mais a été agrandi pour avoir une nouvelle capacité de 1 100 places.

## Clubs résidents
La patinoire accueille le club de hockey de la ville :
- Hockey Club de Châlons-en-Champagne pour le hockey sur glace. Le nom de l'équipe est Gaulois de Chalons en Champagne.